# Elizabeth Armstrong
Elizabeth "Betsey" Armstrong, född 31 januari 1983 i Ann Arbor, Michigan, är en amerikansk vattenpolomålvakt. Hon ingick i USA:s OS-lag vid två olympiska spel.
Armstrong tog OS-silver i damernas vattenpoloturnering i samband med de olympiska vattenpolotävlingarna 2008 i Peking och OS-guld i damernas vattenpoloturnering i samband med de olympiska vattenpolotävlingarna 2012 i London.
Sommaren 2014 avslutade Armstrong sin landslagskarriär där även två VM-guld ingår bland de största meriterna. Armstrong studerade vid University of Michigan och ingick i landslagets spelartrupp för första gången år 2006.